# Leucocephalophus
Leucocephalophus é um gênero de mamíferos recentemente descrito e contém uma única espécie, o cabrito-de-ader (Leucocephalophus adersi). Faz parte da tribo Cephalophini, da subfamília Antilopinae, da família dos bovídeos. Integra um grupo de animais conhecidos como cabritos-da-floresta, ou duikers-da-floresta, juntamente com os gêneros Cephalophus, Cephalophorus, Cephalophula e Sylvicapra.